# Francis Peyton Rous
Francis Peyton Rous (ur. 5 października 1879 w Baltimore, Maryland, zm. 16 lutego 1970 w Nowym Jorku) – amerykański lekarz patolog, laureat Nagrody Nobla w 1966 roku (wspólnie z Charlesem Hugginsem).
Studiował na Johns Hopkins University w Baltimore i uniwersytecie stanowym Michigan. W latach 1906–1908 pracował tam na stanowisku profesora. Od 1909 roku pracował w Instytucie Badań Medycznych Rockefellera, od 1957 roku był konsultantem Instytutu Badań nad Rakiem Sloana-Ketteringa. Członek Narodowej Akademii Nauk w Waszyngtonie oraz londyńskiego Royal Society.
Prowadził badania nad rakotwórczą rolą niektórych kancerogennych wirusów, za co został wyróżniony Nagrodą Nobla w 1966 roku (jeden z najstarszych laureatów w historii), razem z Charlesem Hugginsem.
W roku 1911 wykrył pierwsze takie wirusy, zdolne do samodzielnej replikacji, wywołujące u kur mięsaka (nazywane wirusami mięsaka Rousa – Rous sarcoma virus). Udowodnił doświadczalnie, że mięsak można przenosić nie tylko drogą zwykłego przeszczepienia, ale również stosując bezkomórkowy przesącz i jest wywołany przez wirus. Opracowane przez niego techniki przechowywania krwi przyczyniły się do powstania pierwszych banków krwi.